# Saliou Diop
Serigne Saliou Diop (* 12. Mai 2005) ist ein senegalesischer Fußballspieler, der bei Stade Brest in der Ligue 1 spielt.

## Karriere
Diop wechselte im Februar 2024 von seinem Ausbildungsverein Challenge Foot Center im Senegal nach Frankreich zum Erstligisten Stade Brest. Im Rest der Saison 2023/24 spielte er viermal für die U19-Mannschaft Brests. Zur nächsten Saison 2024/25 avancierte er in den Kader des Reserveteams. Hier etablierte er sich als Stammspieler und als der beste Torschütze der sechsten Liga gruppenübergreifend. Nachdem er bereits einige Male im Spieltagskader der Profis stand, gab er am 23. Februar 2025 (23. Spieltag) nach später Einwechslung bei einem 0:0-Unentschieden gegen Racing Straßburg sein Debüt für die erste Mannschaft in der Ligue 1.